# Horisme tersulata
Horisme tersulata là một loài bướm đêm trong họ Geometridae.